# Kluda
Koordinati:   43°28′36″N, 16°10′06″E
Kluda je majhen nenaseljen otok v Jadranskem morju, ki pripada Hrvaški.
Kluda leži v Drveničkem kanalu med otokoma Čiovo in Drvenik Veli. Površina otočka meri 0,078 km². Dolžina obalnega pasu je 1,23 km. Najvišji vrh je visok 50 mnm.